# Esther Duflo
Esther Duflo (født 25. oktober 1972 i Paris) er udviklingsøkonom og professor ved Massachusetts Institute of Technology (MIT). I 2019 modtog hun sammen med sin ægtefælle og kollega ved MIT Abhijit Banerjee og professor Michael Kremer fra Harvard University Nobelprisen i økonomi for de tre økonomers "eksperimentelle tilgang til at afhjælpe global fattigdom". Ud af de til og med 2019 84 Nobelpristagere i økonomi er hun blot den anden kvindelige modtager nogensinde efter Elinor Ostrom. Med sine 46 år på tildelingstidspunktet er Duflo samtidig den yngste modtager af økonomiprisen nogensinde, idet hun slår Kenneth Arrow, der var 51 år, da han modtog prisen i 1972. 

## Baggrund, uddannelse og akademisk karriere
Duflo blev født i Paris i 1972. Hendes far var professor i matematik, og hendes mor var læge og aktiv deltager i flere humanitære medicinske projekter i Esthers barndom. Hun begyndte at læse på universitetet ved École Normale Supérieure i Paris, hvor hun planlagde at læse historie. Efter 10 måneders ophold i Moskva, hvor hun bl.a. arbejdede for den amerikanske økonom Jeffrey Sachs, der var rådgiver for den russiske regering, blev hun mere interesseret i økonomi. I 1994 tog hun eksamen i historie og økonomi ved ENS og året efter en kandidatgrad ved DELTA, det nuværende Paris School of Economics. Hun tog så til USA for at tage en Ph.D.-grad ved MIT med de to forskere Abhijit Banerjee og Joshua Angrist som vejledere. Hun fik Ph.D.-graden fire år senere og fortsatte sin akademiske karriere som ansat ved MIT. 1999-2002 var hun adjunkt, og i 2002 blev hun som 29-årig lektor med tenure som den yngste forsker nogensinde ved MIT. I 2004 blev hun professor. Sammen med Banerjee stiftede hun Abdul Latif Jameel Poverty Action Lab, som hun blev meddirektør ved i 2005.
Duflo har både fransk og amerikansk statsborgerskab.

## Forskning
Duflo har sammen med Banerjee og Kremer introduceret nye metoder til at finde frem til, hvordan man bedst kan mindske fattigdom i verden. De har opdelt problemet i mindre og derfor mere konkrete og håndterbare spørgsmål, eksempelvis ved at arbejde med at finde den mest effektive metode til at løfte uddannelsesniveauet eller forbedre børnesundheden. De har kombineret deres tanker med eksperimentelt feltarbejde i forskellige lande, og denne eksperimentelle tilgang dominerer nu helt tilgangen indenfor forskningen i udviklingsøkonomi. Nobelstiftelsen skrev i sin begrundelse for at tildele prisen, at metoden dramatisk har forbedret de praktiske muligheder for at bekæmpe fattigdom. Blandt andet har mere end fem millioner børn i Indien nydt godt af deres resultater for organiseringen af skolevæsenet, og i mange lande har man efter økonomernes anvisning satset mere på præventiv sundhedspleje.
Duflo og Banerjee har sammen skrevet bogen "Poor Economics: A Radical Rethinking of the Way to Fight Global Poverty", som opsummerer og anskueliggør deres forskningsideer. Bogen er oversat til mere end 17 sprog.

## Udmærkelser
I 2005 modtog Duflo prisen som "Årets bedste unge franske økonom".
I 2010 modtog hun John Bates Clark-medaljen, der gives til "den amerikanske økonom under 40 år, som vurderes at have ydet det vigtigste bidrag til økonomisk tankegang og viden", og som opfattes som en betydningsfuld indikator for fremtidige Nobelprismodtagere.

## Privatliv
I 2015 blev hun gift med sin mangeårige kollega og oprindelige vejleder Abhijit Banerjee. De har sammen et barn (født 2012). 